# 沙門不敬王者論
沙門不敬王者論（しゃもんふけいおうじゃろん）は、中国の東晋代の廬山の慧遠が、時の権力者である桓玄に対して述べた論である。

## 経緯
それより前、東晋第3代の成帝がまだ幼少であった頃の摂政役であった庾冰が、沙門は王者（具体的には皇帝）に敬意を表すべきとする意見を述べた。それに対して、何充・褚昱・諸葛惔ら有力者たちからの反対意見が相次ぎ、紛糾した末に結論は持ち越されてしまった。
桓玄が姑孰（安徽省）で実権を掌握した時、庾冰の論を持ち出し、慧遠に対して往復書簡によって持論を展開し、慧遠が反論する状態が続いた。やがて、桓玄が長江中流域に拠って東晋朝からの禅譲を受ける形で楚王朝を称し帝位を簒奪するに及んで、再び慧遠に書簡を送り、自らの権勢を背景として自説を展開した。
その論に対する慧遠の反論が、すなわち「沙門不敬王者論」である。この論によって、結局桓玄は慧遠を屈服させることに失敗し、世の沙門たちは世俗とは一線を画した自らの在り様を貫くことができるようになった。ただし、慧遠のこの論が朝廷にも影響力を持ち得たのは南北朝時代までであり、初唐にはこの論議が再燃し、当時強大化し始めていた帝権（王法）の前に仏法が次第に劣勢となり、北宋初には完全に従属することとなる。

## 内容
論の全体は、5部構成をとっている。
1. 家に在る者 - 名教に基づいた在家者の世俗倫理について述べる。
2. 家を出た者 - 仏法に基づいた出家者の衆生済度の立場について述べる。
3. 宗を求めて化に順わず - 涅槃の境地を求める沙門は、強権を手中に収めた王者・君主と対等であることを述べる。
4. 極を体して応を兼ねず - 仏と周公や孔子が、方法に違いはあっても、帰結点は同一であることを説く。
5. 形は尽きるも神は不滅なり - 神不滅論を展開する。